# Троходендрон
Троходе́ндрон (лат. Trochodendron) — монотипный род реликтовых восточноазиатских деревьев семейства Троходендровые (Trochodendraceae). В системах классификации APG I (1998) и APG II (2003) семейство рассматривалось как монотипное, однако в более современной системе APG III (2009) в состав семейства был включён также род Тетрацентрон (Tetracentron), ранее выделявшийся в самостоятельное семейство Тетрацентровые (Tetracentraceae).
Троходендрон аралиеви́дный (лат. Trochodéndron aralioídes) — единственный современный вид рода. Впервые был описан в 1835 году во «Флоре Японии» Филиппа Зибольда и Йозефа Цуккарини.

## Распространение и экология
Произрастает в Японии на островах Хонсю, Сикоку, Рюкю и Кюсю, а также в южной части Корейского полуострова и на Тайване.
Приурочен к буковым или смешанным хвойно-лиственным лесам. На Тайване произрастает на высокогорьях, на высоте от 2000 до 3000 метров над уровнем моря.

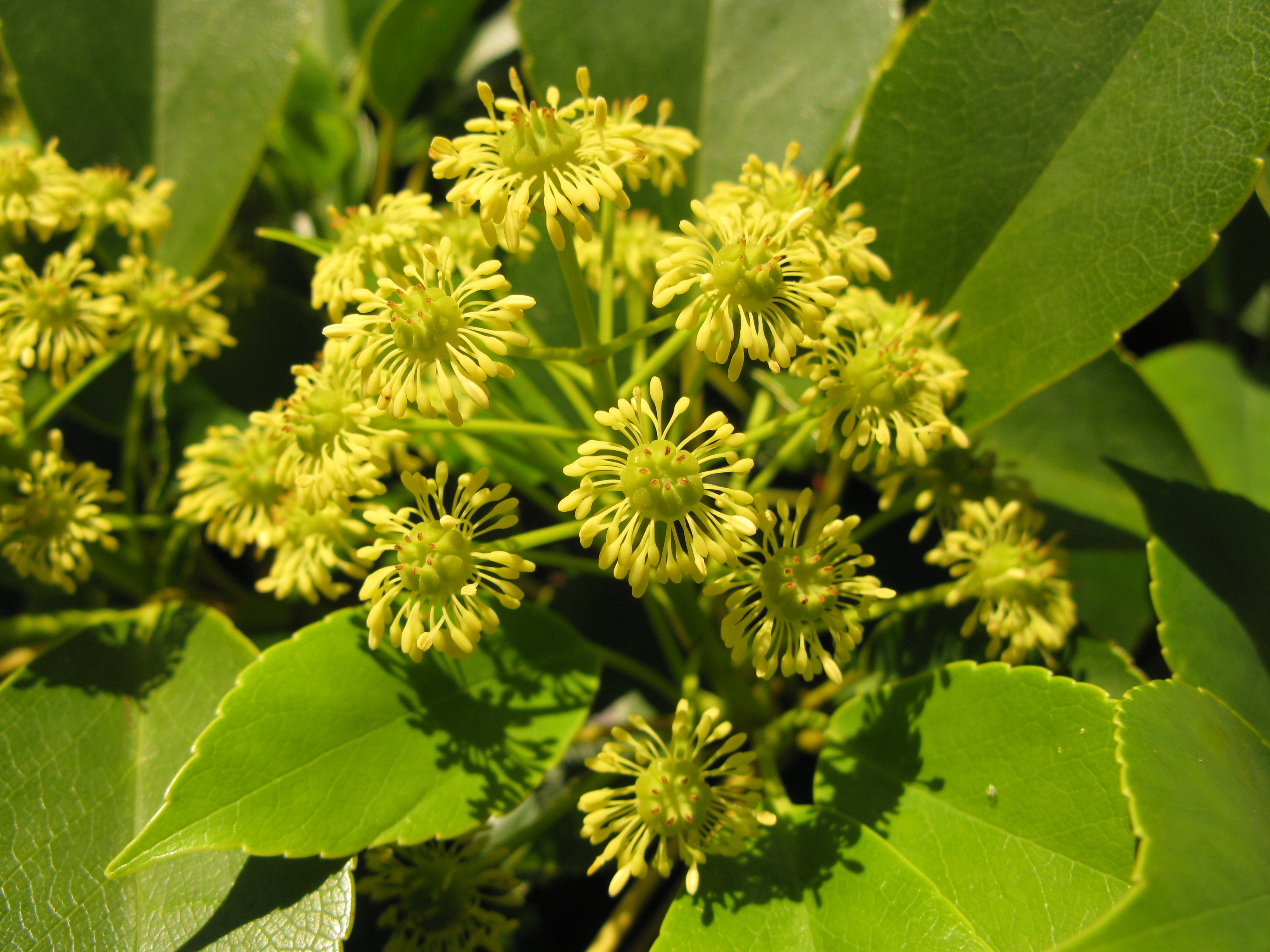
Троходендрон аралиевидный, соцветие крупным планом. Префектура Фукусима, Япония

## Ботаническое описание
Троходендрон — вечнозелёное дерево высотой от 5 до 25 метров и диаметром ствола до 60 см, в культуре часто растёт кустообразно. Кора серо-коричневая. Ветви кругловатые, голые, на старых деревьях с очень короткими междоузлиями.
Почки округло-яйцевидные, диаметром 10—12 мм, коричневые, с черепичато налегающими чешуями.  Листорасположение очерёдное. Листья сближенные на концах ветвей, простые, перистонервные, ромбически-обратнояйцевидные или ланцетно-эллиптические, длиной 8—15 см, притупленно-заострённые, с клиновидным основанием, городчато-пильчатые, кожистые, сверху блестящие, тёмно-зелёные, снизу бледнее, ароматичные. Черешок длиной 3—7 см.
Цветки мелкие, обоеполые, лишённые околоцветника, ярко-зелёные, диаметром около 1,5 см, на тонких цветоножках длиной 1,5—3 см, собраны в конечные, многолучевые, прямостоящие кисти длиной 6—8 см. Тычинки многочисленные (около 70), с длинными нитями, расположенные по спирали. Плодолистиков 5—10, расположенных в круг и погружённых в мясистое цветоложе; рыльце короткое, линейное; семяпочек много.
Плод диаметром 1,5—2 см, бурый, состоящий из нескольких листовок, частично погружённых в цветоложе, раскрывающихся на свободном конце. Семена небольшие, линейные, по нескольку в каждой листовке, приспособленные к распространению ветром.
Цветение в июне. Плодоношение в октябре.

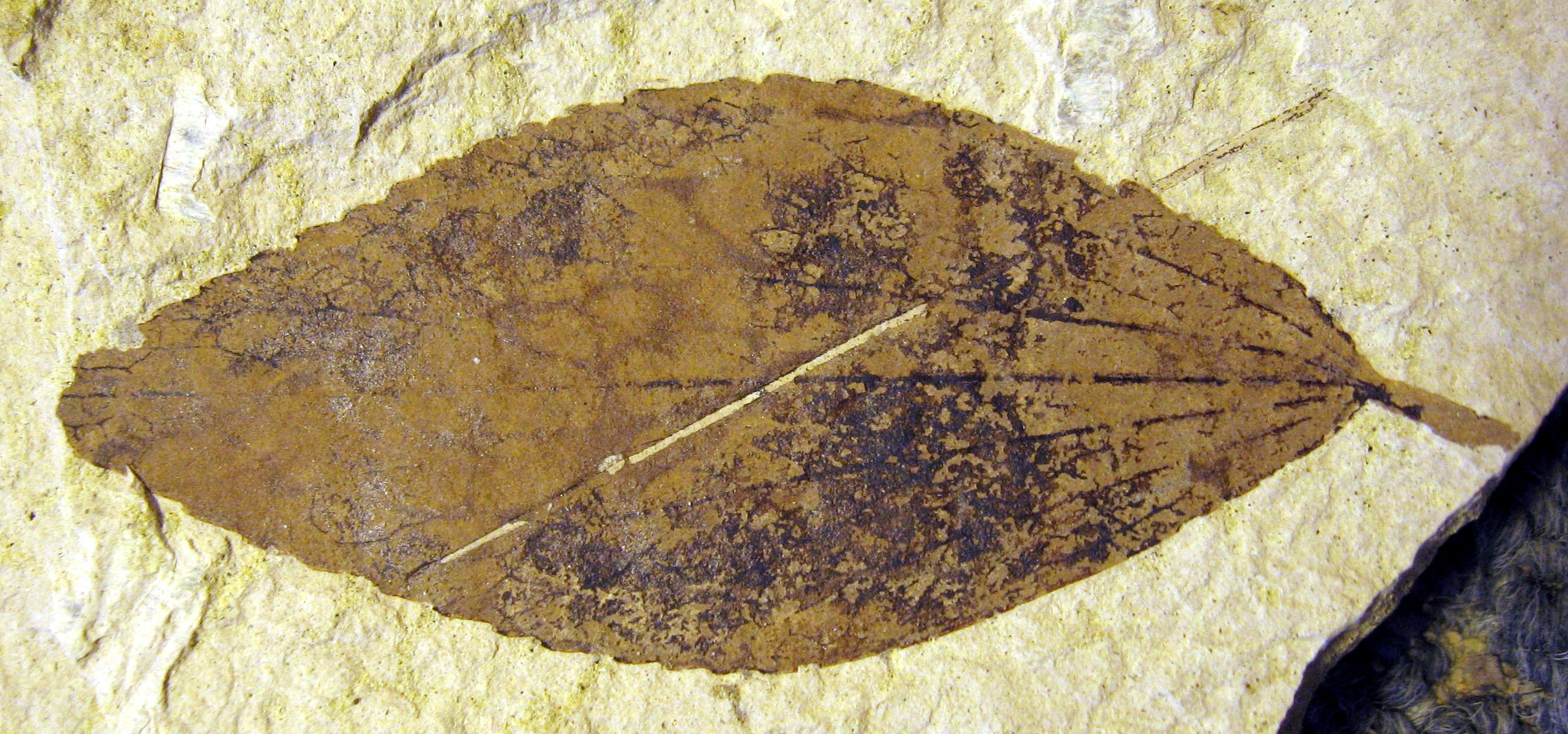
Trochodendron nastae, отпечаток листа. Возраст окаменелости — около 49 миллионов лет

## Древесина
Сосуды и сосудистые трахеиды отсутствуют, древесина состоит только из трахеид, квадратных на поперечном сечении в ранней древесине и сплюснутых в радиальном направлении в поздней. Поровость трахеид в ранней древесине лестничная, а в поздней — поры округлые со щелевидными внутренними отверстиями, выходящими за пределы окаймления. Древесная паренхима в основном в поздней древесине в коротких тангентальных цепочках. Лучи гетерогенные, однорядные и многорядные.

## Использование
Троходендрон аралиевидный высоко ценится как декоративное растение.

## Ископаемые виды
Описано несколько ископаемых видов троходендрона. Окаменелости с отпечатками частей ископаемых троходендронов были найдены в Японии, на Камчатке, а также в Северной Америке (на территории штата Вашингтон, США).
Некоторые ископаемые виды:
- †Trochodendron beckii
- †Trochodendron evenense
- †Trochodendron kamtschaticum
- †Trochodendron nastae
- †Trochodendron protoaralioides